# Précy-Saint-Martin
Précy-Saint-Martin ist eine französische Gemeinde mit 179 Einwohnern (Stand: 1. Januar 2022) im Département Aube in der Region Grand Est. Sie gehört zum Kanton Brienne-le-Château und zum Arrondissement Bar-sur-Aube. 

## Lage
Sie ist umgeben von folgenden Nachbargemeinden:
| Lesmont          |                                             | Saint-Christophe-Dodinicourt |
|                  | Kompassrose, die auf Nachbargemeinden zeigt |                              |
| Précy-Notre-Dame |                                             | Saint-Léger-sous-Brienne     |

## Bevölkerungsentwicklung
| Jahr                       | 1962 | 1968 | 1975 | 1982 | 1990 | 1999 | 2008 | 2018 |
| -------------------------- | ---- | ---- | ---- | ---- | ---- | ---- | ---- | ---- |
| Einwohner                  | 251  | 206  | 200  | 194  | 203  | 223  | 209  | 186  |
| Quellen: Cassini und INSEE |      |      |      |      |      |      |      |      |

## Sehenswürdigkeiten
- Kirche Saint-Martin, Monument historique seit 1986

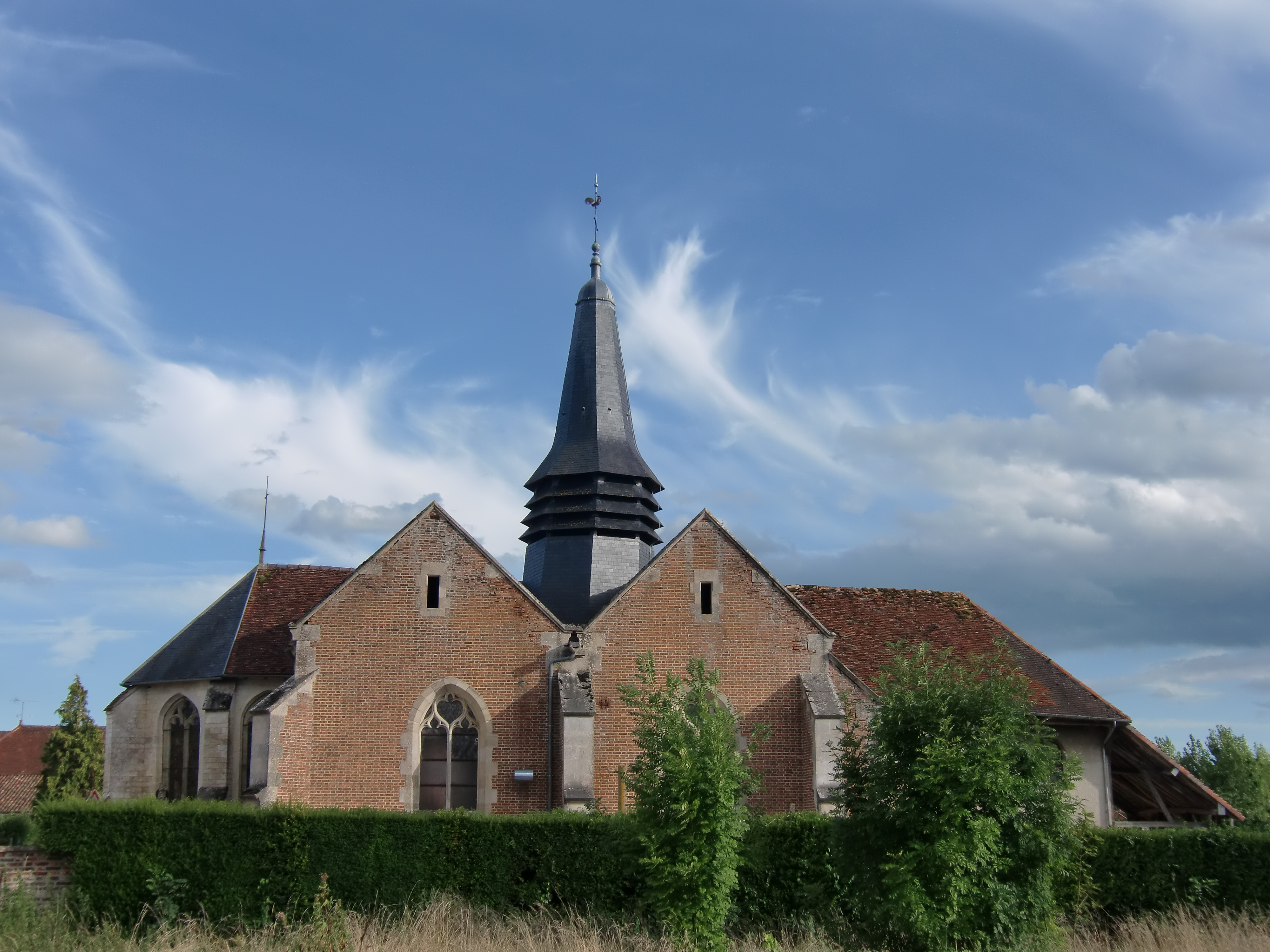
Kirche Saint-Martin